# Parc d'État de Turkey Run
Le parc d'État de Turkey Run (en anglais : Turkey Run State Park) est un parc d'État américain situé près de Marshall, dans le comté de Parke dans l'ouest de l'Indiana.

## Histoire
La région est longtemps un terrain de chasses des peuples amérindiens. Après avoir s'être vu attribuer ces terres pour ses services militaires, Salmon Lusk Sr. s'installe sur le site actuel du parc dans les années 1820 et construit un moulin,. Plusieurs commerces ouvrent autour du moulin, qui connaît une certaine prospérité grâce à sa situation sur la route de La Nouvelle-Orléans. En 1847, la plupart des bâtiments sont toutefois détruits par des crues,. Ne subsistent que la maison de Lusk, une taverne et la forêt vierge entourant le site. En 1869, à la mort de Lusk Sr., son fils John hérite du terrain. Il vit reclus mais laisse le site ouvert au public. À partir de 1881, Lusk loue une partie du site (Bloomingdale Glens) qui devient une attraction touristique,. Après avoir longtemps refusé de céder ses terres à l'industrie du bois, Lusk meurt en 1915,.
Pour le centenaire de l'État de l'Indiana un groupe mené par Richard Lieber et Juliette Strauss lance une souscription populaire pour l'achat du site de Turkey Run, dans l'espoir d'en faire le premier parc d'État de l'Indiana. D'importants fonds sont levés, mais la Hoosier Veneer Company — une entreprise sylvicole — remporte les enchères organisées en avril 1916. Le groupe se tourne alors vers un autre site et le parc d'État de McCormick's Creek devient le premier parc naturel de l'État. Les négociations se poursuivent toutefois pour acquérir le site de Turkey Run. Plusieurs industriels rejoignent le fonds, de même que l'Assemblée générale de l'Indiana. La vente des 288 acres (117 ha) a lieu le 11 novembre 1916.
Ouvert en 1916, le parc utilise d'abord les infrastructures laissées par l'ancien site touristique (campement, etc.). De réels travaux d'aménagement débutent en 1918 sous la direction de Richard Lieber. En 1921, le parc s'étend désormais sur 661 acres (267 ha). Durant le New Deal, pour lutter contre le chômage et ouvert l'accès aux loisirs, les Civilian Conservation Corps (CCC) participent à l'aménagement de plusieurs parcs d'État de l'Indiana. Après avoir achevé le parc d'État Lincoln (en) en 1934, la compagnie 1543 des CCC s'implante à Turkey Run pour aménager des chemins, des abris et de nouvelles infrastructures de tourisme ; la compagnie 2580 poursuit le travail de 1938 à 1942. Le parc continue de s'étendre après la Seconde Guerre mondiale, passant de 15 000 acres (6 070 ha) en 1952 à 1 814 acres (734 ha) en 1965.

## Géologie et milieu naturel

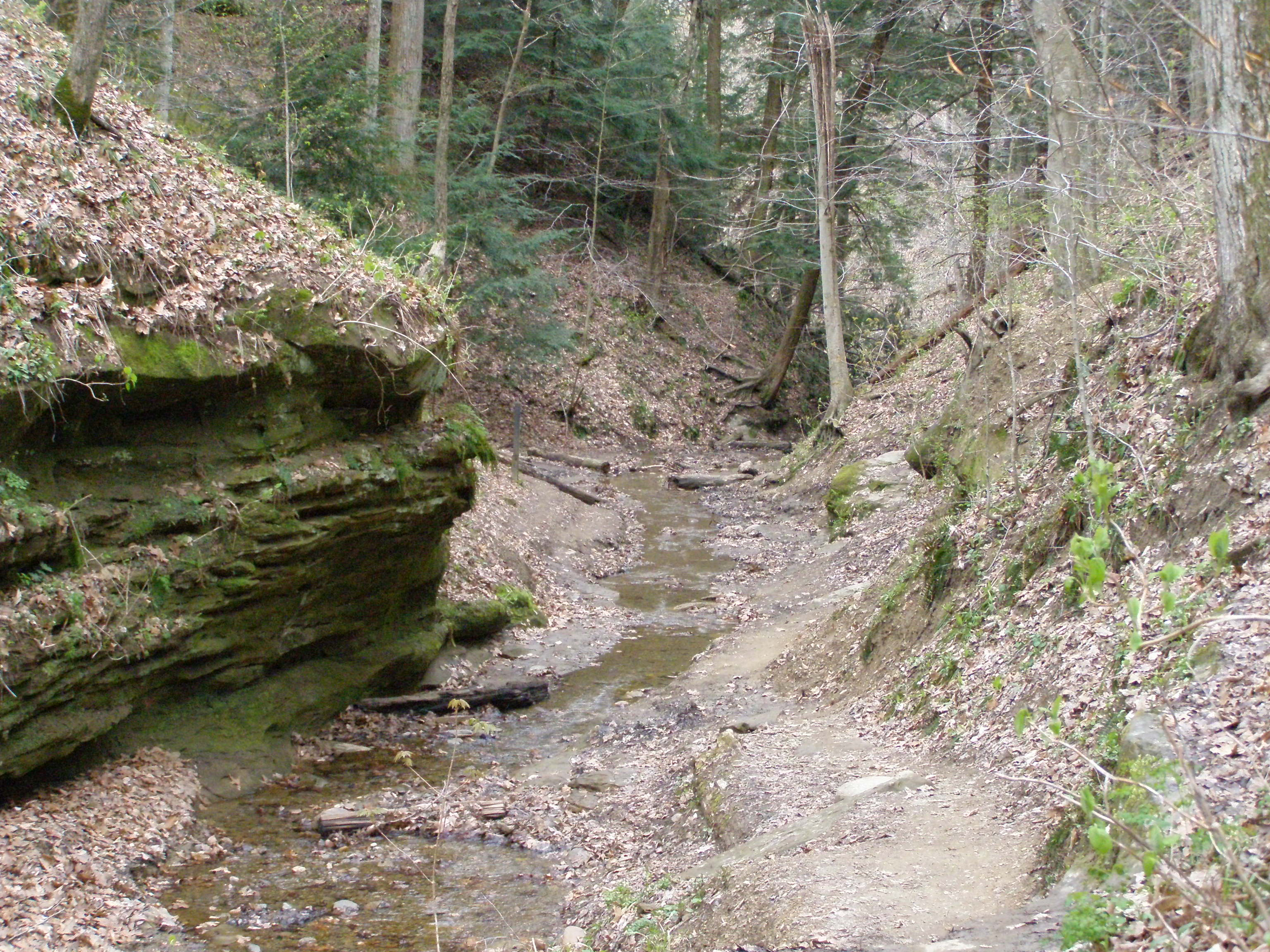
Un chemin dans la réserve naturelle de Rocky Hollow-Falls Canyon.

Le parc d'État de Turkey Run se trouve à la confluence de la Sugar Creek (en) et de son affluent la Turkey Run.
Durant le Pennsylvanien, de nombreux débris des Appalaches sont amenés dans la région par d'importantes rivières, formant le grès aujourd'hui visible dans le parc. Celui-ci est parfois coloré de rouille, notamment sur les falaises, en raison de la présence de fer. Peu de fossiles sont présents dans cette roche, à l'exception de quelques fossiles d'arbres qui bordaient ces rivières (Calamites et Lepidodendron). Les canyons du parc sont formés durant le Pléistocène, par des eaux de fonte qui apportent d'autres roches : basalte, gneiss et granite. Ces roches sont notamment visibles dans le canyon de Boulder. Par ailleurs, du charbon y est exploité à la fin du XIXe siècle.
Les forêts et canyons du parc constituent un habitat idéal pour les bryophytes, dont de nombreuses espèces y sont recensées. Ils comprennent également bosquets de ciguë, noyers et sycomores. Du point de vue de la faune, le parc voit la principale concentration de pygargues à tête blanche de l'Indiana durant l'hiver. On peut également y rencontrer des castors, cervidés et grands pics. Ses eaux accueillent principalement des bars et des crapets arlequins.
La partie du parc au nord de la Sugar Creek constitue la réserve naturelle de Rocky Hollow-Falls Canyon, qui s'étend sur 1 609 acres (651 ha). Elle comprend des canyons aux murs de grès accueillant hydrangeas, filicopsidas et tsugas. Une partie de la réserve — de 391 acres (158 ha) — est classée comme National Natural Landmark depuis 1974. Cette partie comprend des forêts primaires d'érables à sucre et hêtres à grandes feuilles, des noyers noirs et des points de forêts boréales d'ifs et de pruches du Canada.

## Patrimoine
Plusieurs sites du parc d'État de Turkey Run sont recensés par le Registre national des lieux historiques (en anglais : National Register of Historic Places ou NRHP) : la Maison Lusk et son moulin (en 1974), les ponts couverts Cox Ford et Narrows (en 1978) et la cabane en rondins de Richard Lieber (2000). En 2019, 45 autres ressources sont inscrites au NRHP lorsque le parc intègre le registre.

### Les premiers sites inscrits
Le site de la maison et du moulin Lusk est recensé par le NRHP depuis 1974. La maison, de style fédéral et en brique, est construite en 1841 par Salmon Lusk Sr. en surplomb de la Sugar Creek. Elle est faite à partir de matériaux locaux, des briques au bois utilisé pour l'intérieur du bâtiment, bien conservé. Lors de son inscription, le site inclut également le pont couvert sur la Narrows. Le moulin de 1826 n'existe plus.
En 1978, 35 ponts couverts du comté de Parke sont inscrits au Registre national des lieux historiques, dont deux se trouvent dans le parc de Turkey Run : le pont couvert Narrows de 1882 et le pont Cox Ford de 1913. Les deux ponts sont construits par J. A. Britton au-dessus de la Sugar Creek selon le procédé d'« arches de Burr ».
La cabane en rondins dite de Richard Lieber est construite en 1848 par Daniel Gay. En 1917-1918, elle est démontée puis reconstruite au sein du parc sous la direction de Lieber (qui déplacera et restaurera également une église voisine). Après avoir fait l'objet d'une nouvelle restauration en 2000, elle accueille désormais une exposition consacrée au fondateur des parcs d'État de l'Indiana.

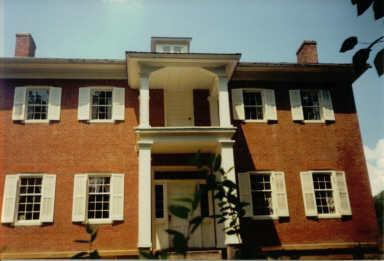
La maison Lusk.
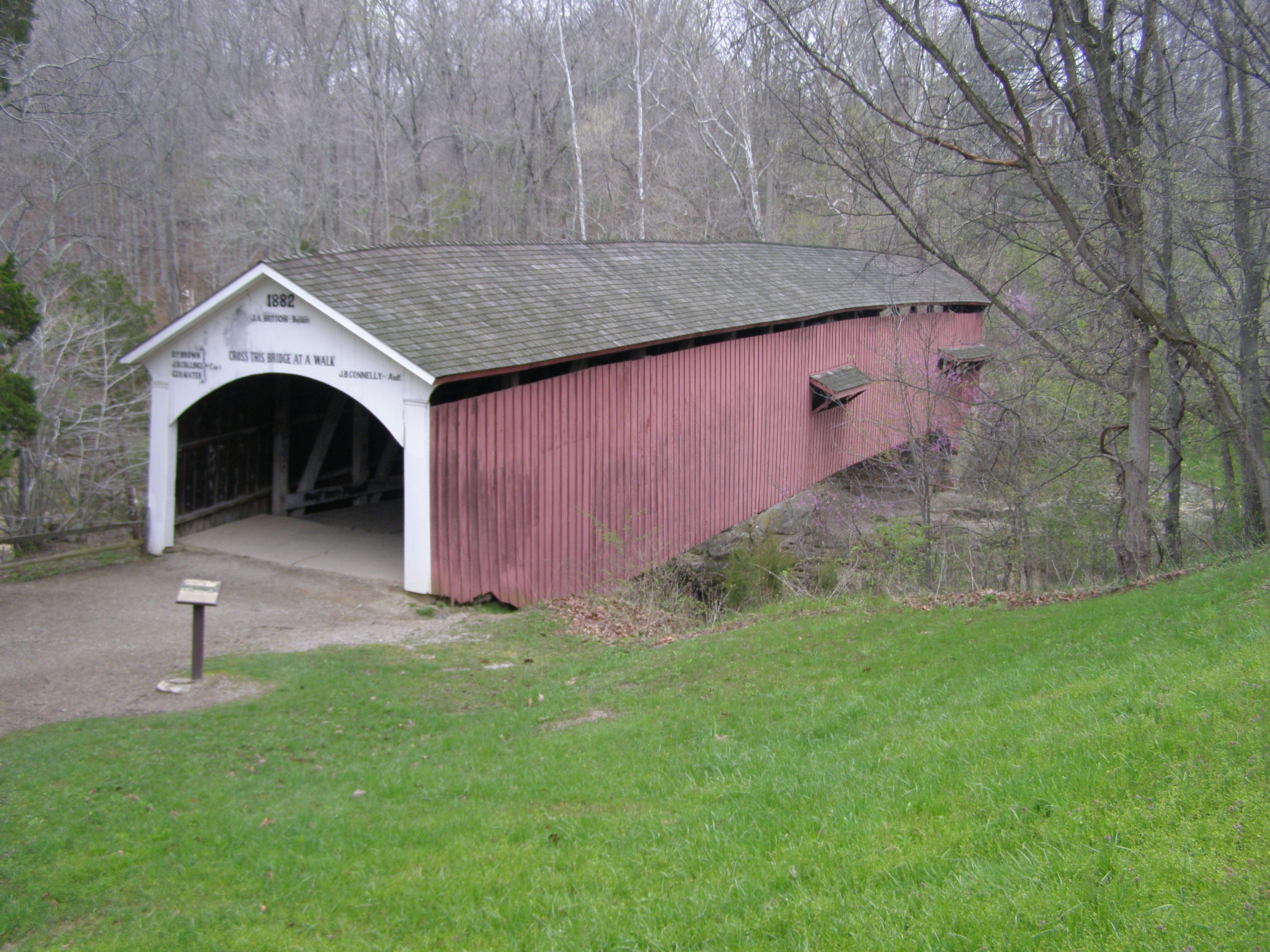
Le pont couvert Narrows.
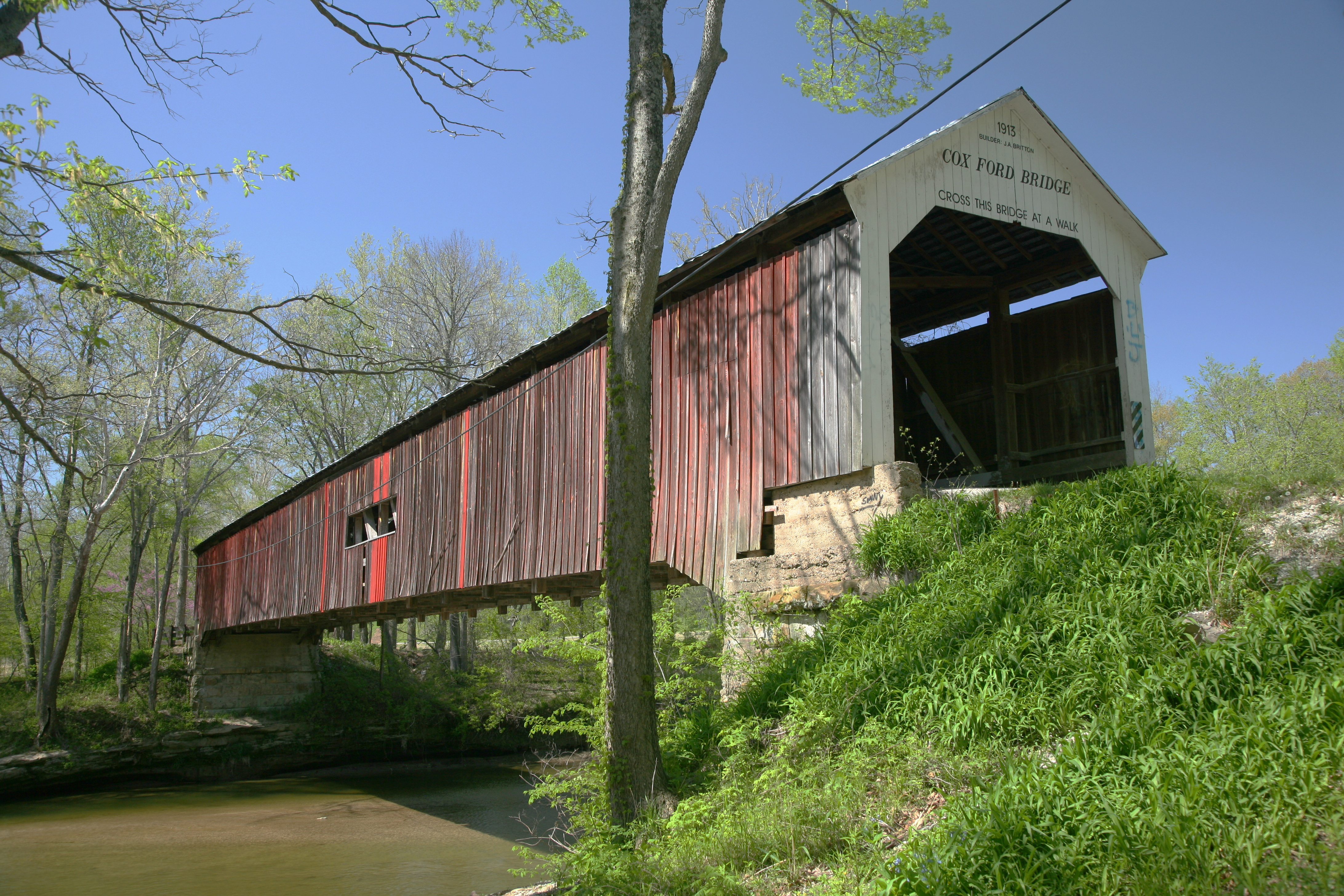
Le pont couvert Cox Ford.
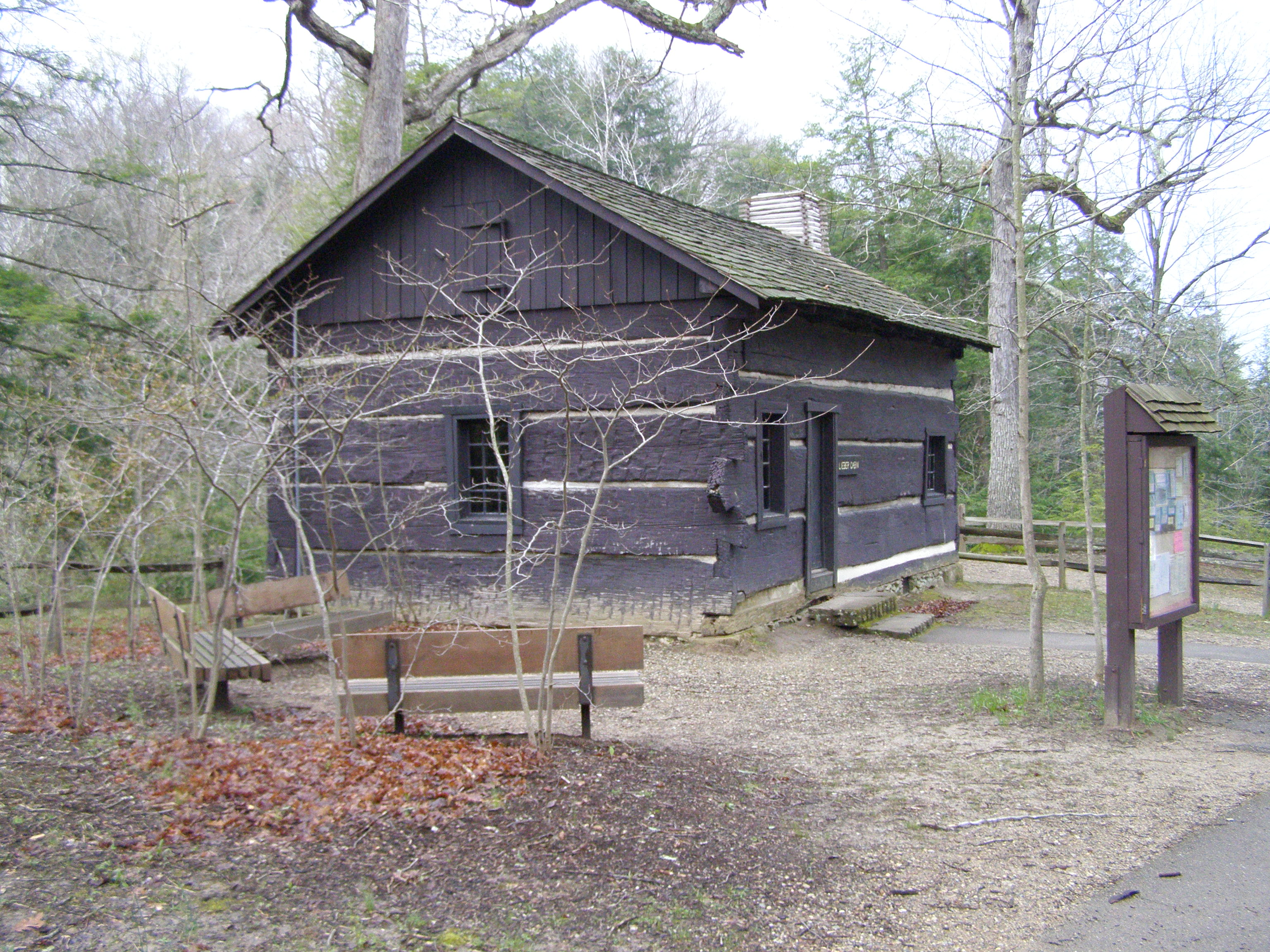
La cabine de Lieber.

### L'inscription de 2019
De nombreux autres monuments du parc ont été reconnus pour leur valeur historique en 2015, la plupart d'entre eux ayant été construits par les Civilian Conservation Corps (CCC). Au niveau de l'entrée du parc, c'est le cas de la porterie construite en 1935, de l'écurie de 1937, du garage en grès de 1939 et du bungalow administratif de 1939. Plus au nord se trouvent l'abri du grand cabanon (1935-1936), le centre de la nature (1942), une fontaine (1939), l'abri de la cheminée (1950), le pont suspendu piétonnier sur la Sugar Creek (1918) et les 70 marches pour y accéder (1921), l'abri du court de tennis (1935), le court de tennis et ses vestiaires (1941), l'abri du milieu (1935) et ses vestiaires (1941).

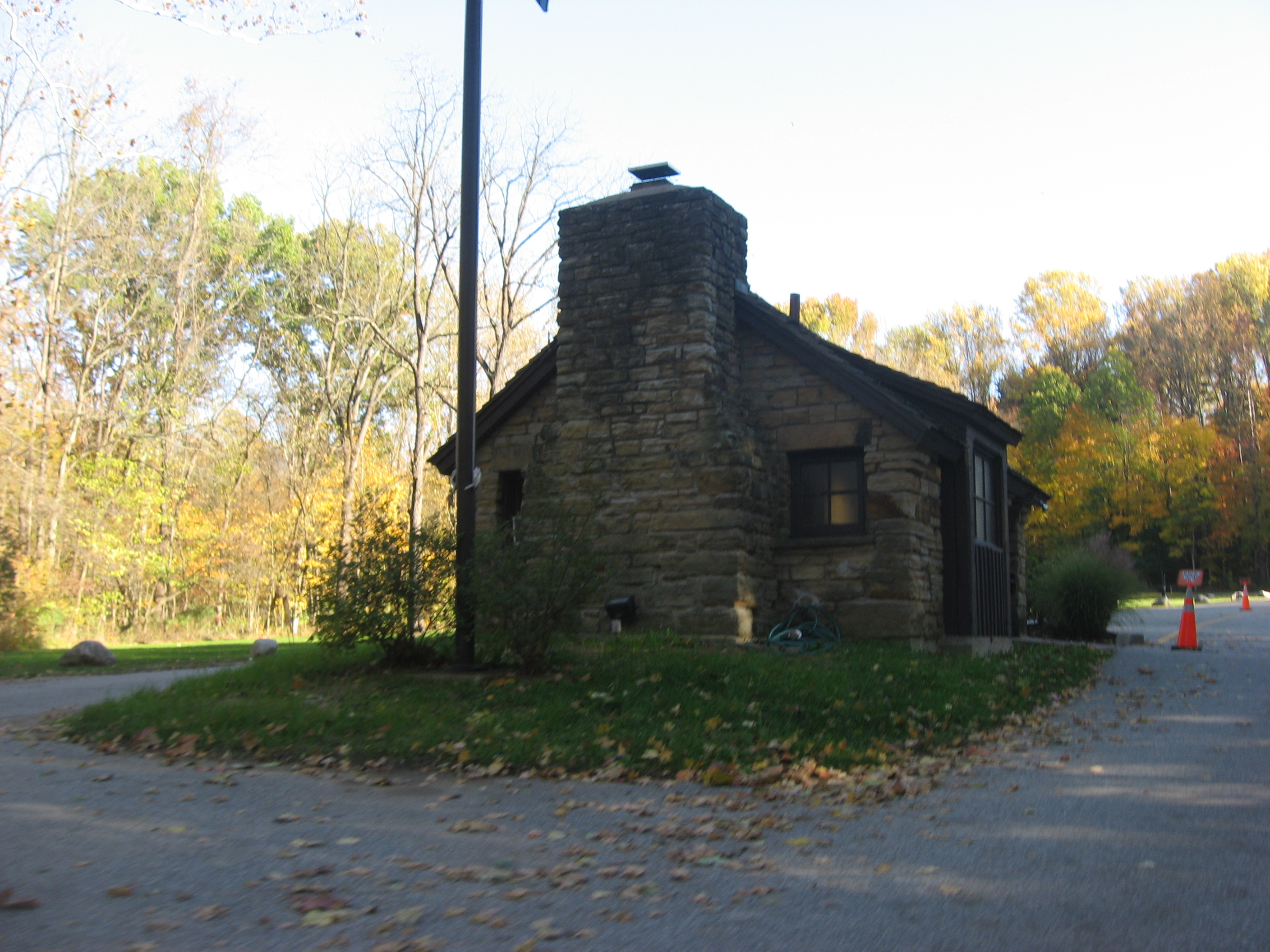
La porterie.
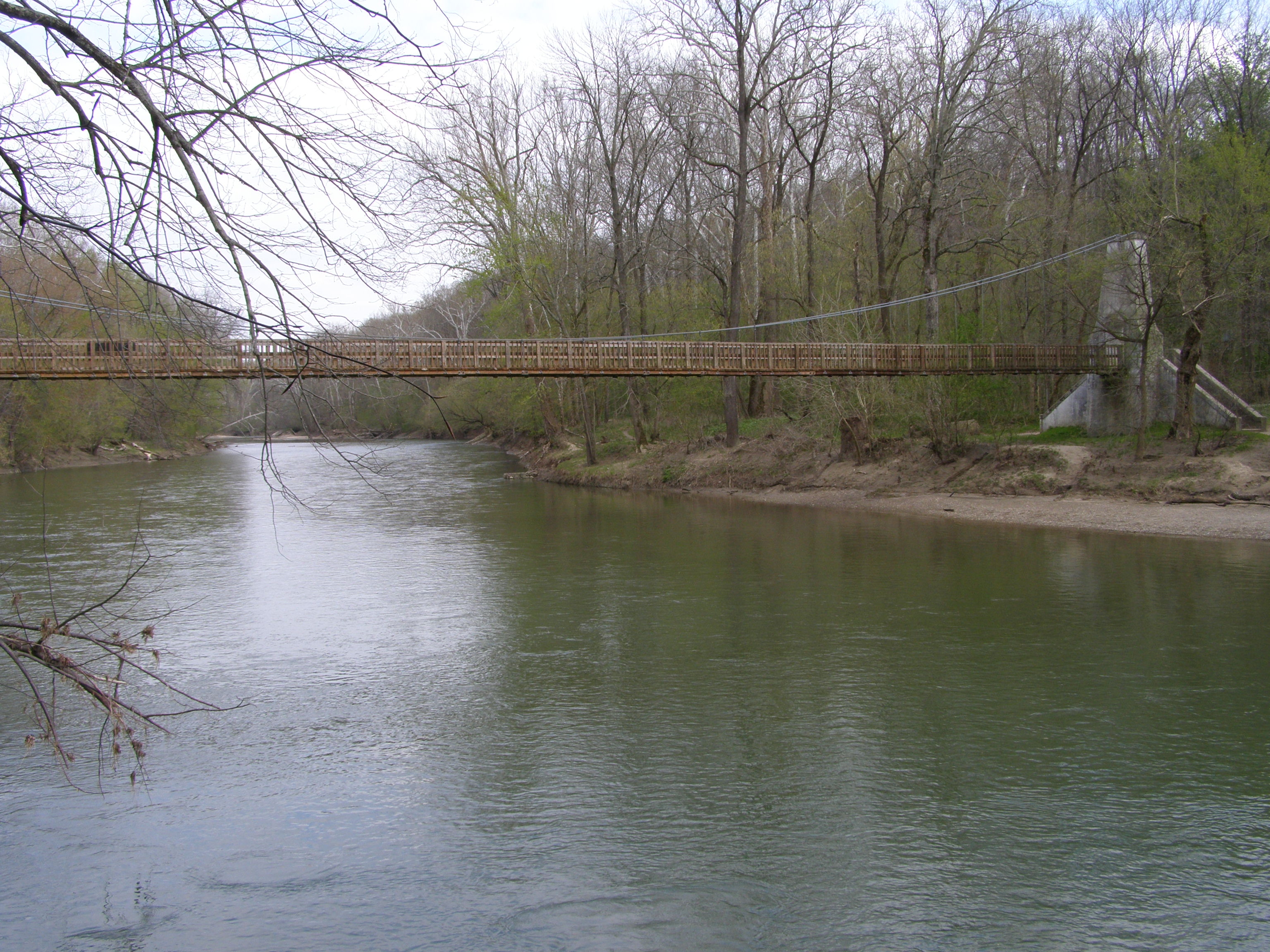
Le pont suspendu.
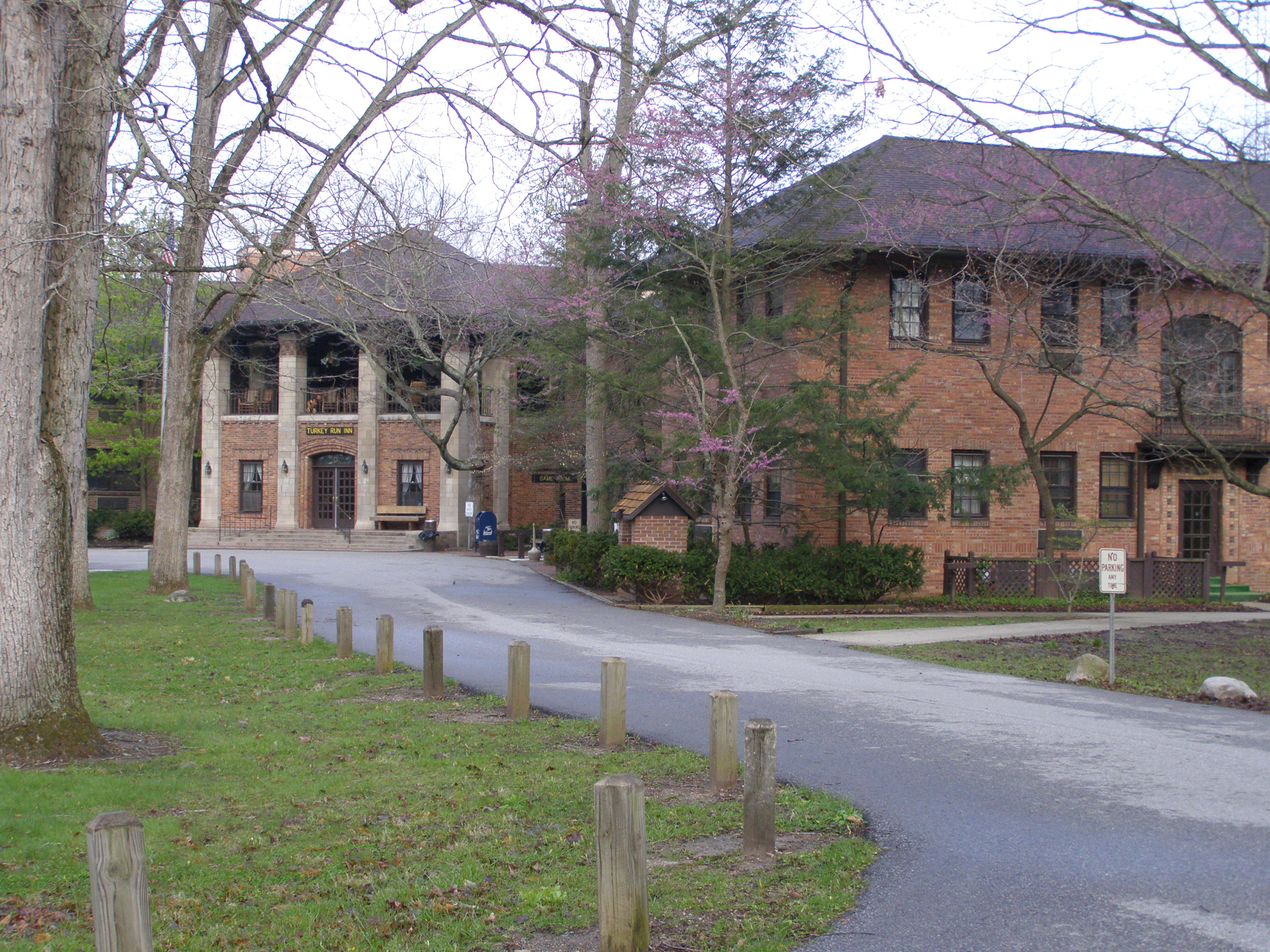
Le Turkey Run Inn.
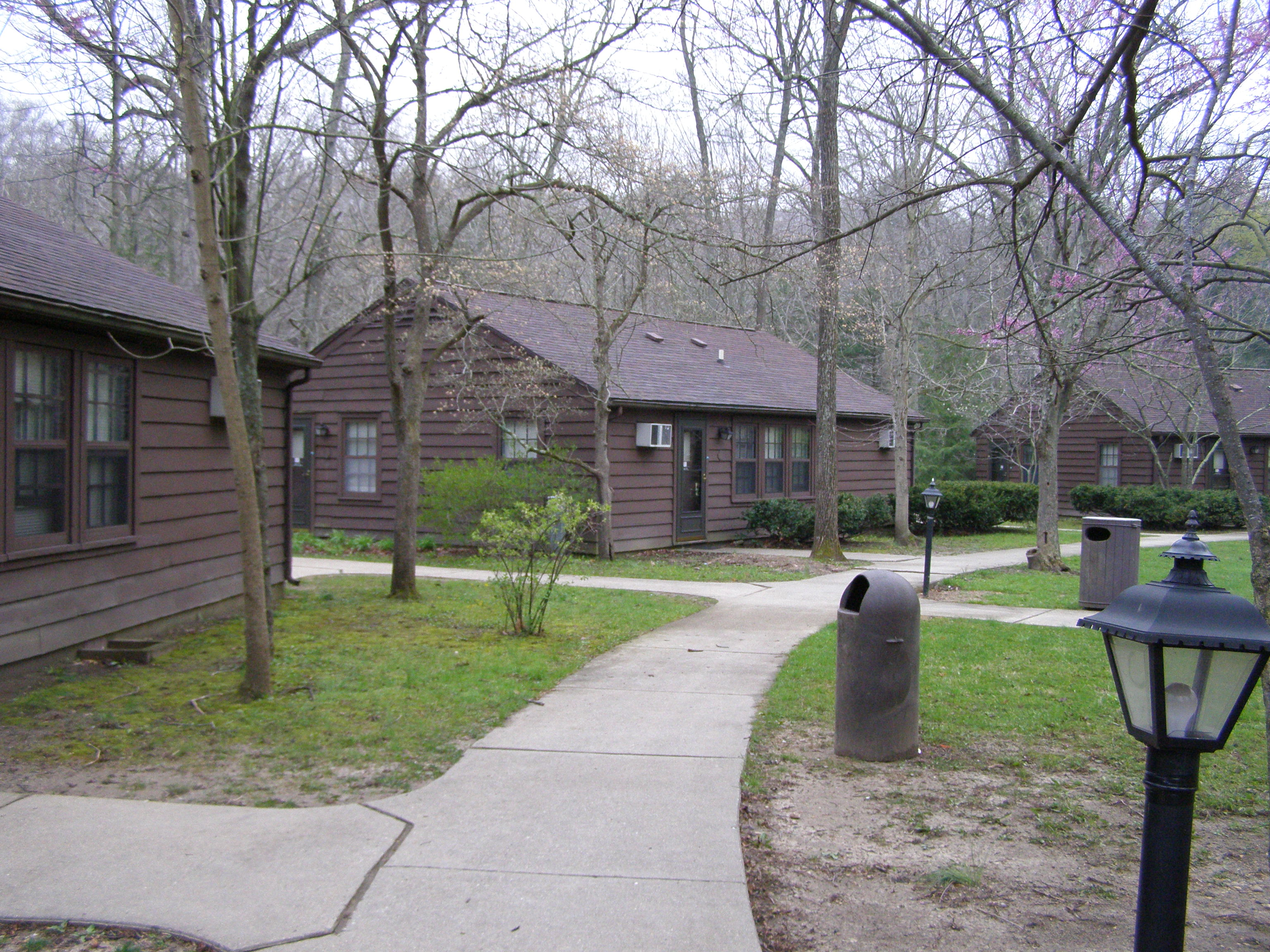
Les cabines de l'auberge.

La zone autour de l'hôtel et ses cabanons constitue un autre point d'intérêt. Le Turkey Run Inn est construit en brique en 1919 par le cabinet Bishop, Knowlton and Carson. Son entrée est ornées de piliers doriques en pierre, accueillant un balcon au premier étage, sous un toit en croupe pyramidal. L'hôtel est agrandi en 1930, 1940 et 1970. Au sud de l'hôtel se trouve cinq double cabines réalisées par les CCC en 1941. Sur la pelouse, est érigée une statue en bronze de la journaliste Juliet Strauss intitulée Subjugation ; datant de 1922, elle est l'œuvre de Myra Reynolds Richards. Un abri de jardin de maintenance (1950), deux cabines familiales des années 1930 et la cabine du belvédère des années 1920 font également partie des bâtiments contribuant à la valeur site. Au sud de ces cabines, se dresse l'Old US 47 Bridge, un pont en arc construit en 1914 sur le Turkey Run par H. L. Davis et W. E. Ireland. Après le pont, un deuxième abri de jardin pour la maintenance de 1960 est lui aussi classé. En continuant, on accède à l'église en rondins (avec une base en pierre et une devanture gablée). Construite en 1871, elle est démontée et remontée à son emplacement actuel en 1923. À proximité se trouve le mémoire de Richard Lieber, avec notamment un buste de Lieber fait par E. H. Dannel. En traversant à nouveau le Turkey Run, apparaît le cabanon de Lieber. Le dernier site historique de la zone est Sunset Point (« le point du coucher de soleil »). La terrasse est créée vers 1918 et surplombe le Turkey Run et Sugar Creek.

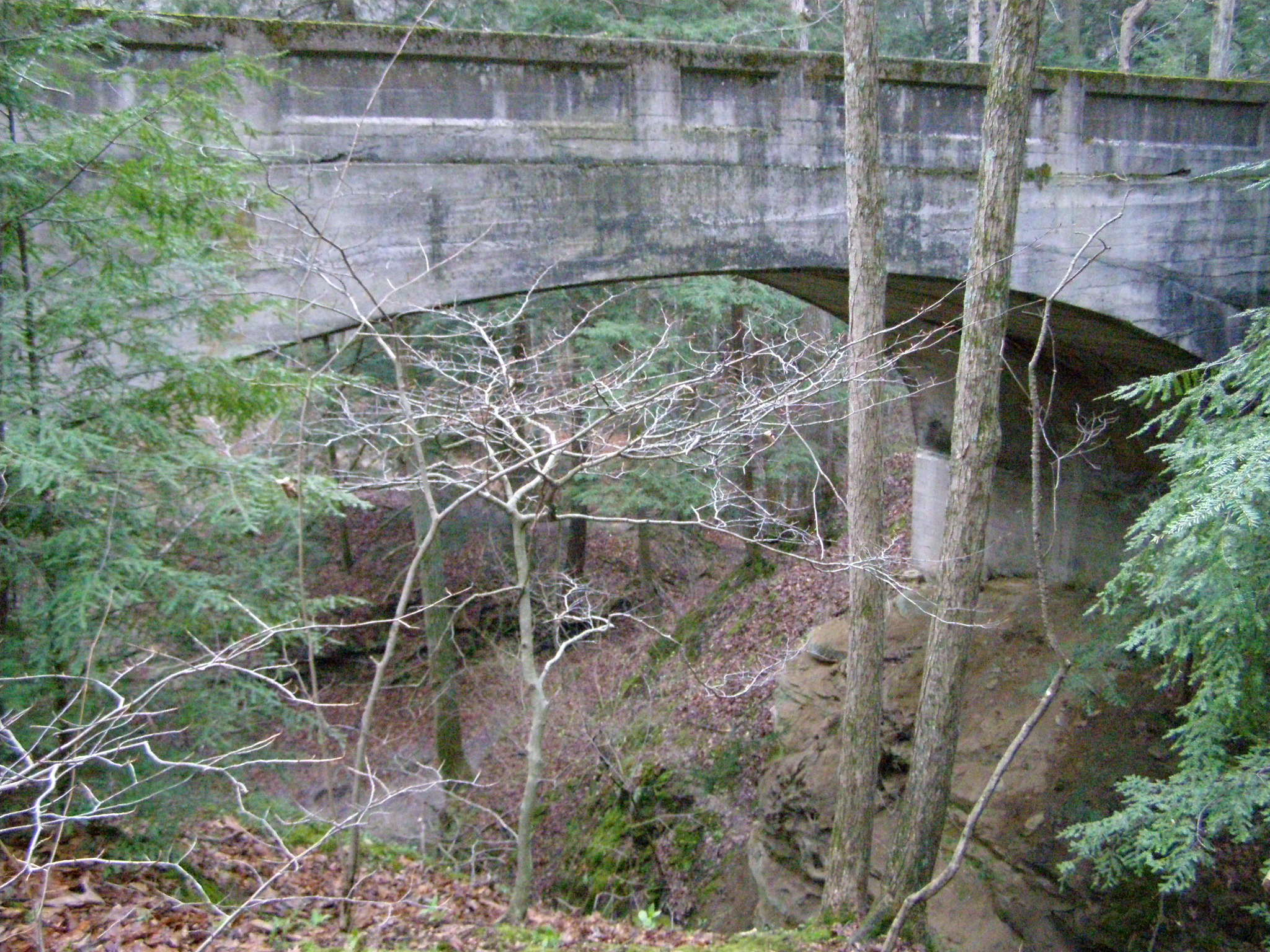
Le vieux pont.
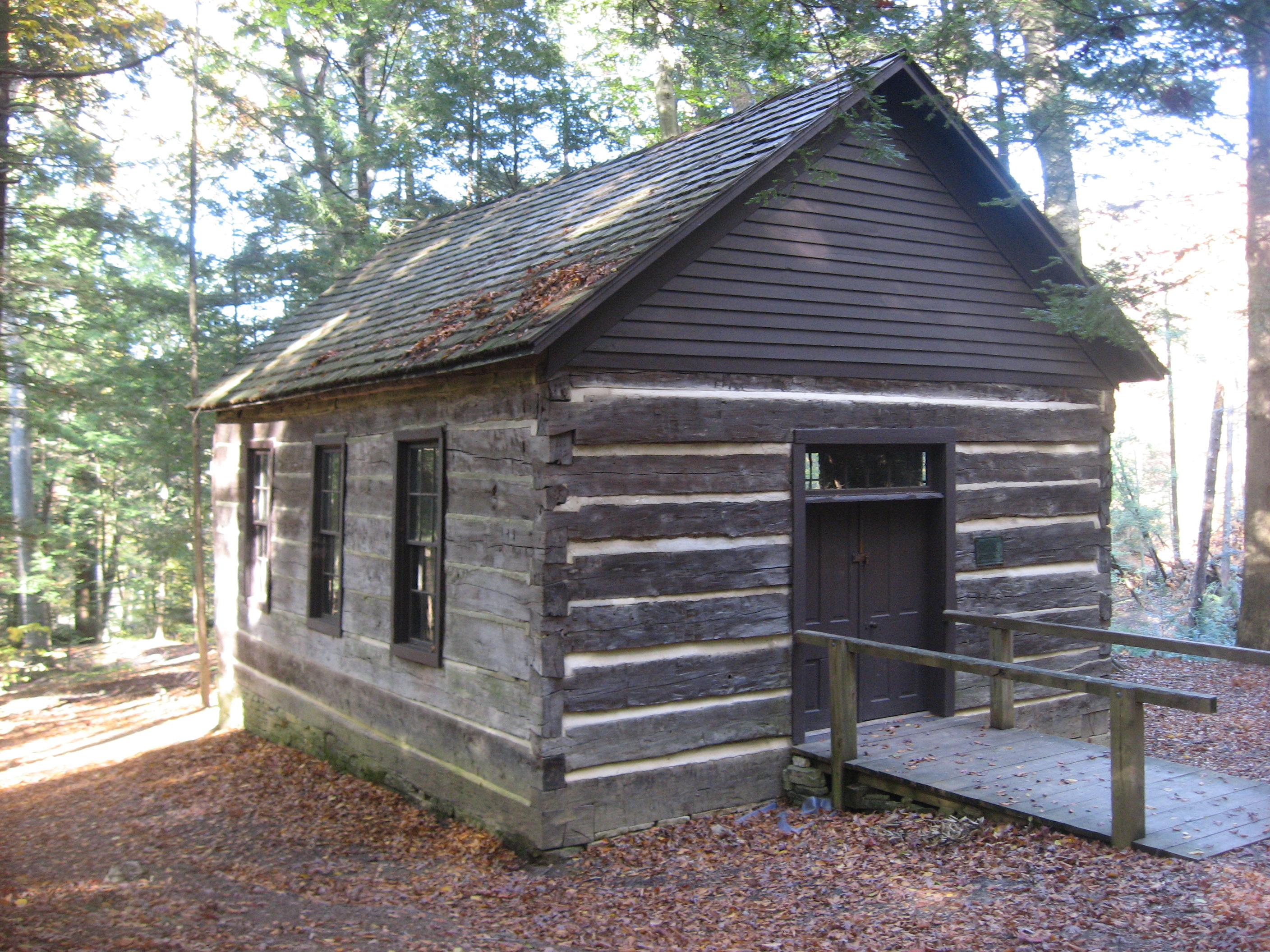
L'église en rondins.
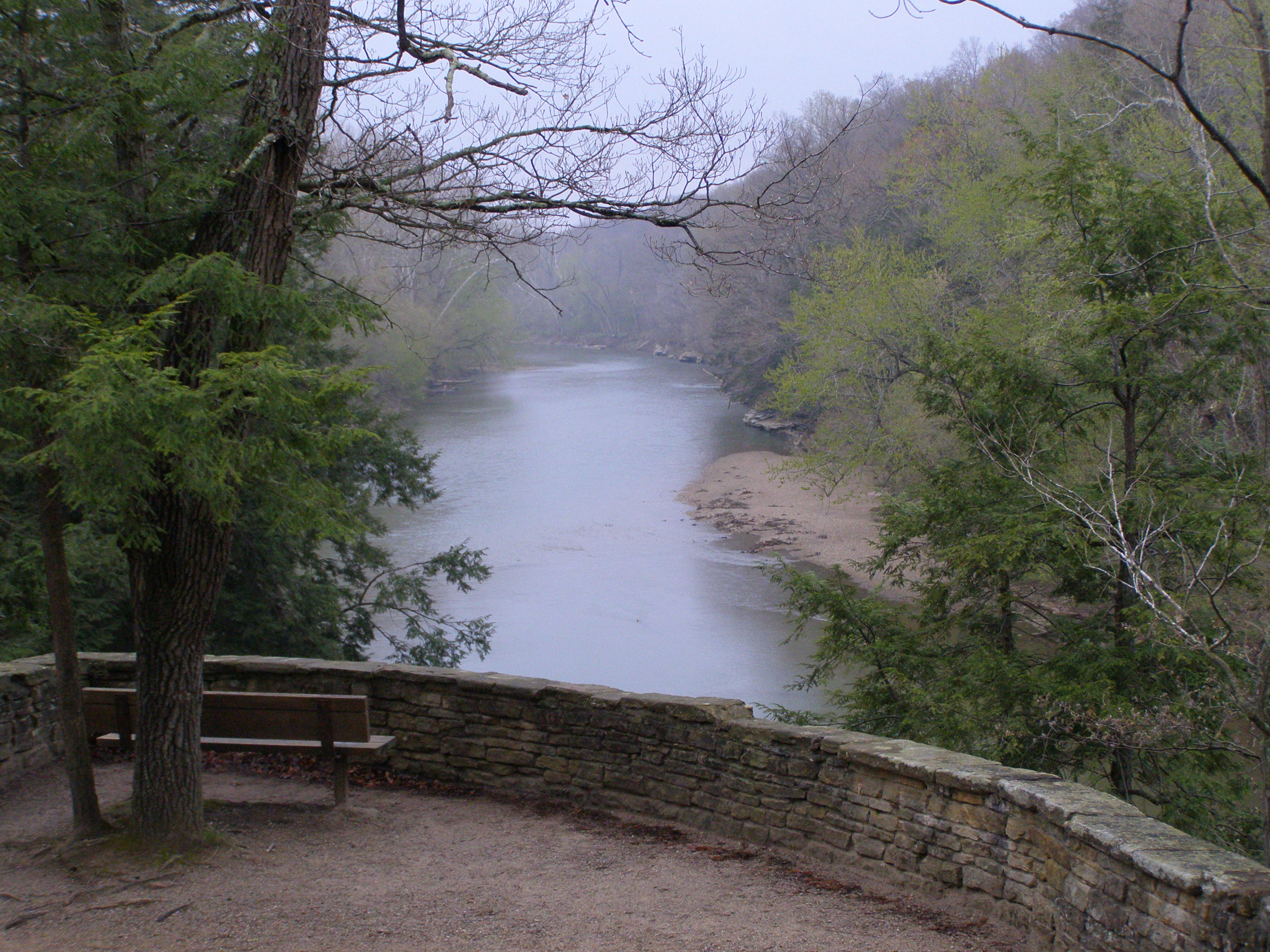
Sunset Point.

Certains éléments historiques proches du canyon est également ajoutée au NRHP en 2019. L'abri du canyon est construit vers 1935 par les CCC, sans disposer des éléments rustiques traditionnels. Il est d'abord utilisé comme sanitaires, avant que le camping soit découragé dans la zone. L'abri Newby Gulch, à l'ouest du précédent, est construit à la même époque par les CCC. Enfin, on trouve les marches du Box Canyon, façonnées dans la roche en 1921.

## Activités

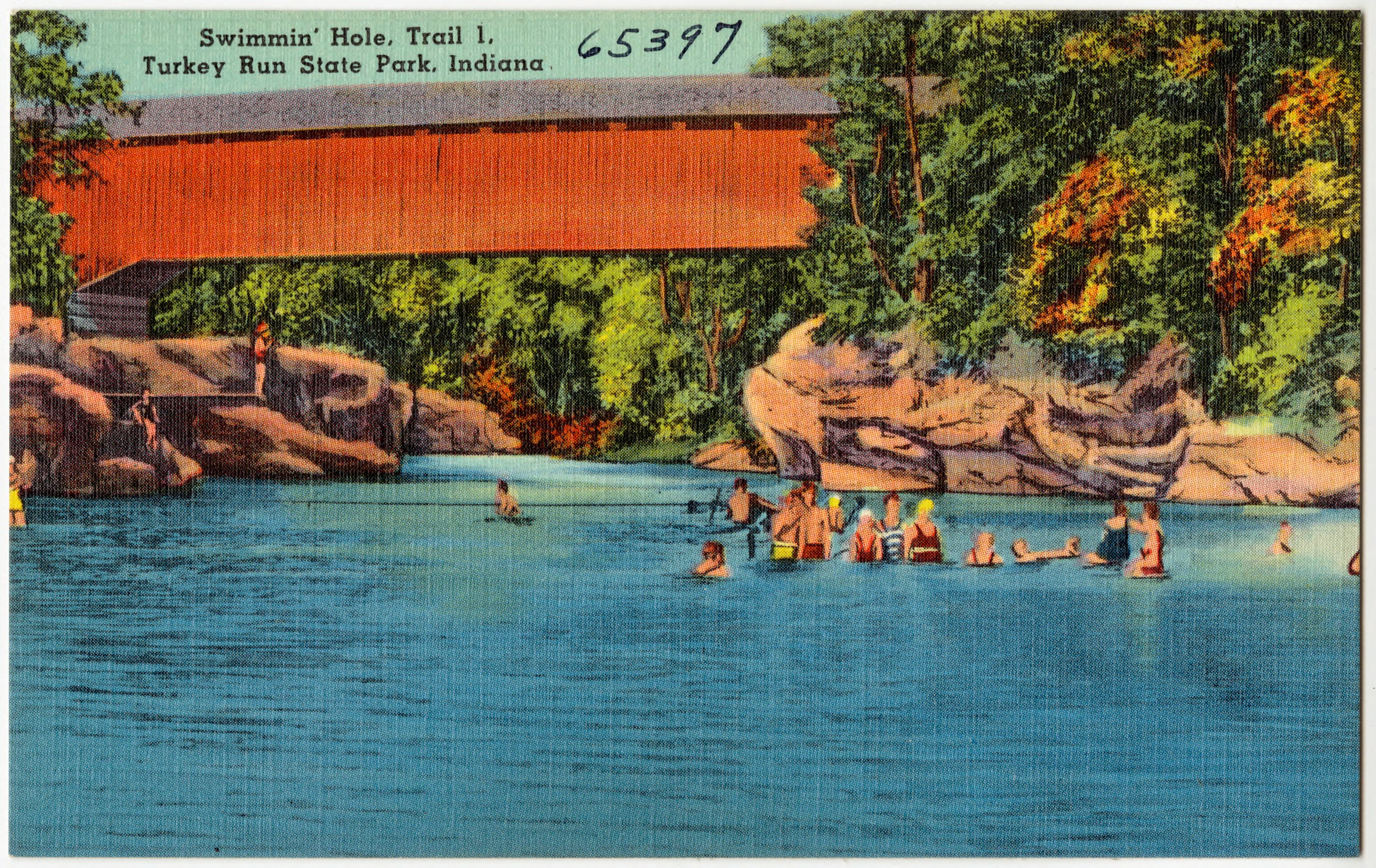
Une carte postale du parc des années 1930-40.

Le parc d'État de Turkey Run est géré par le département des ressources naturel de l'Indiana (en anglais : Indiana Department of Natural Resources). Il s'étend sur 2 382 acres (964 ha).
Le parc est aménagé pour recevoir des touristes. Il comprend notamment des chemins de randonnées, un campement, une piscine olympique, un hôtel et un restaurant,. On y trouve également un centre d'interprétation-planétarium. Sur l'année 2017-2018, le parc a accueilli 828 145 visiteurs.